# 留蘭香
留兰香（学名：Mentha spicata），又名绿薄荷、香薄荷、荷兰薄荷、青薄荷、香花菜、鱼香菜。是一种脣形科直立多年生草本植物，有香味，茎、叶经蒸馏可提取留兰香油。

## 形态
留兰香茎为方形；叶子为椭圆状披针形，对生，背面有腺点；紫色或白色花，轮伞花序，多花密集顶生成穗状。

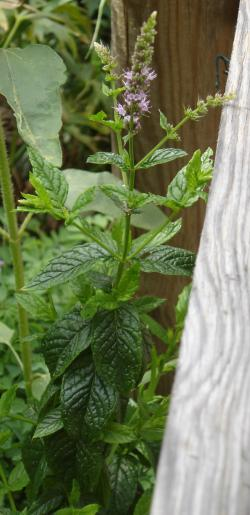
植株
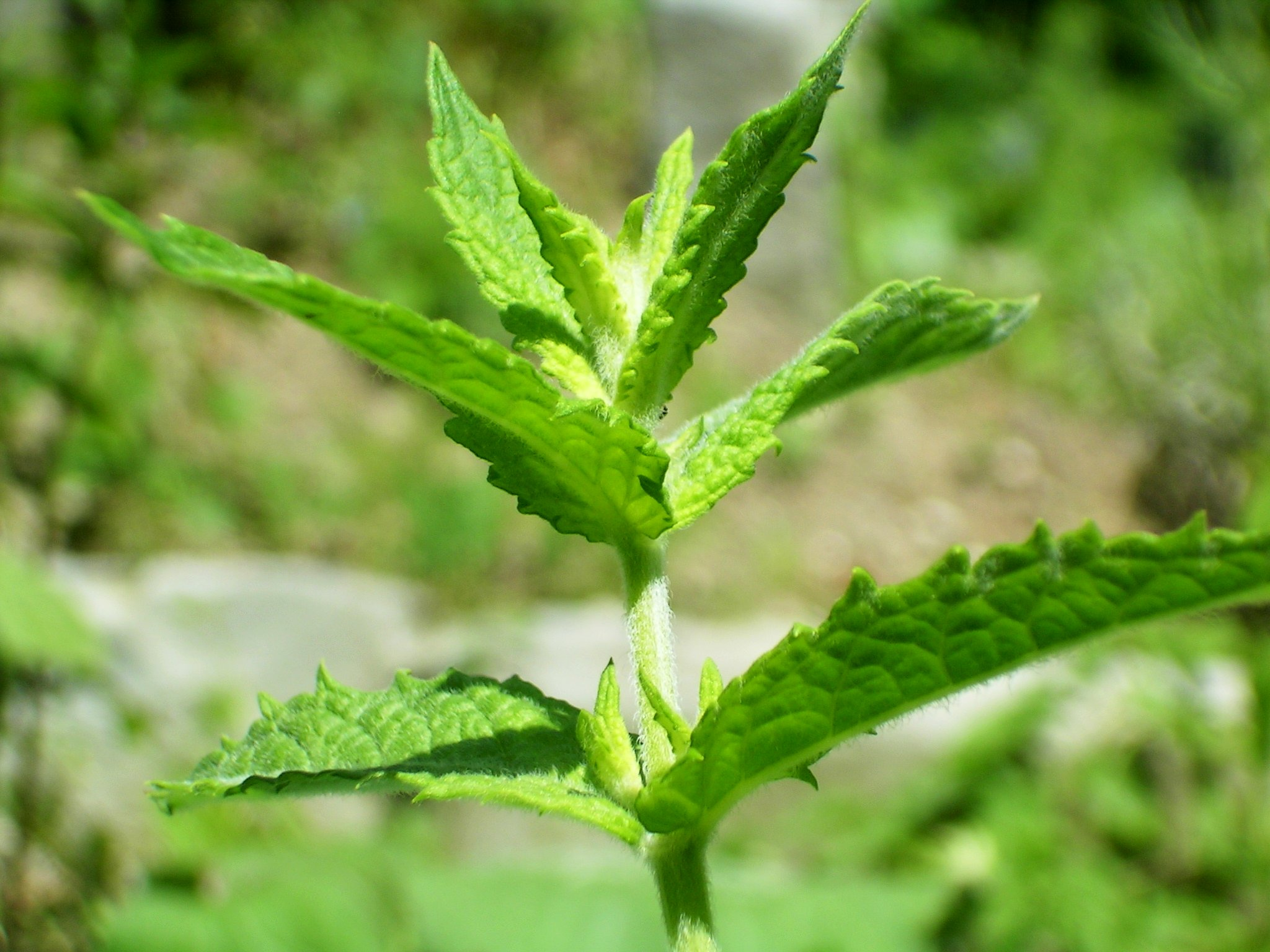
葉
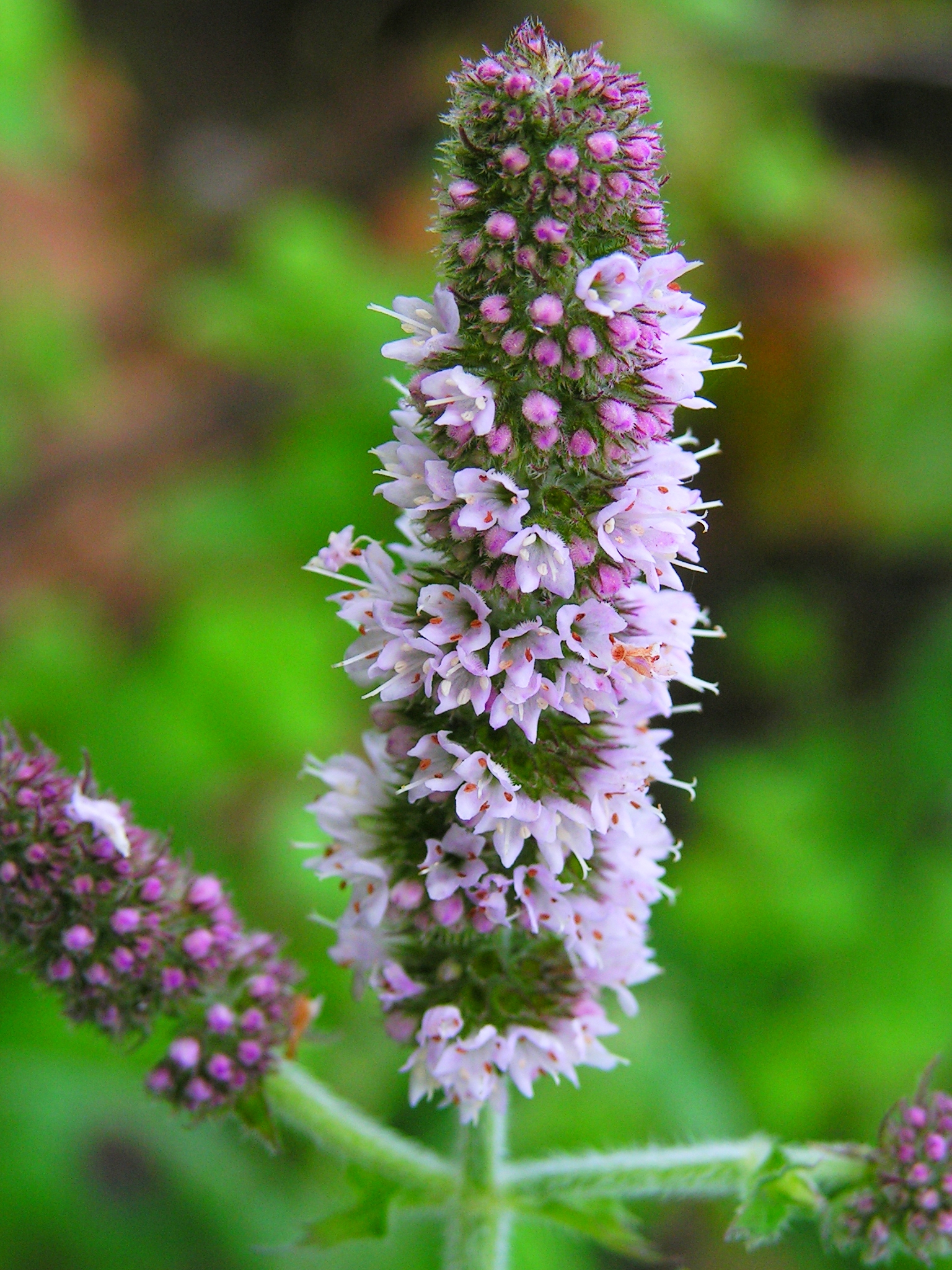
花序
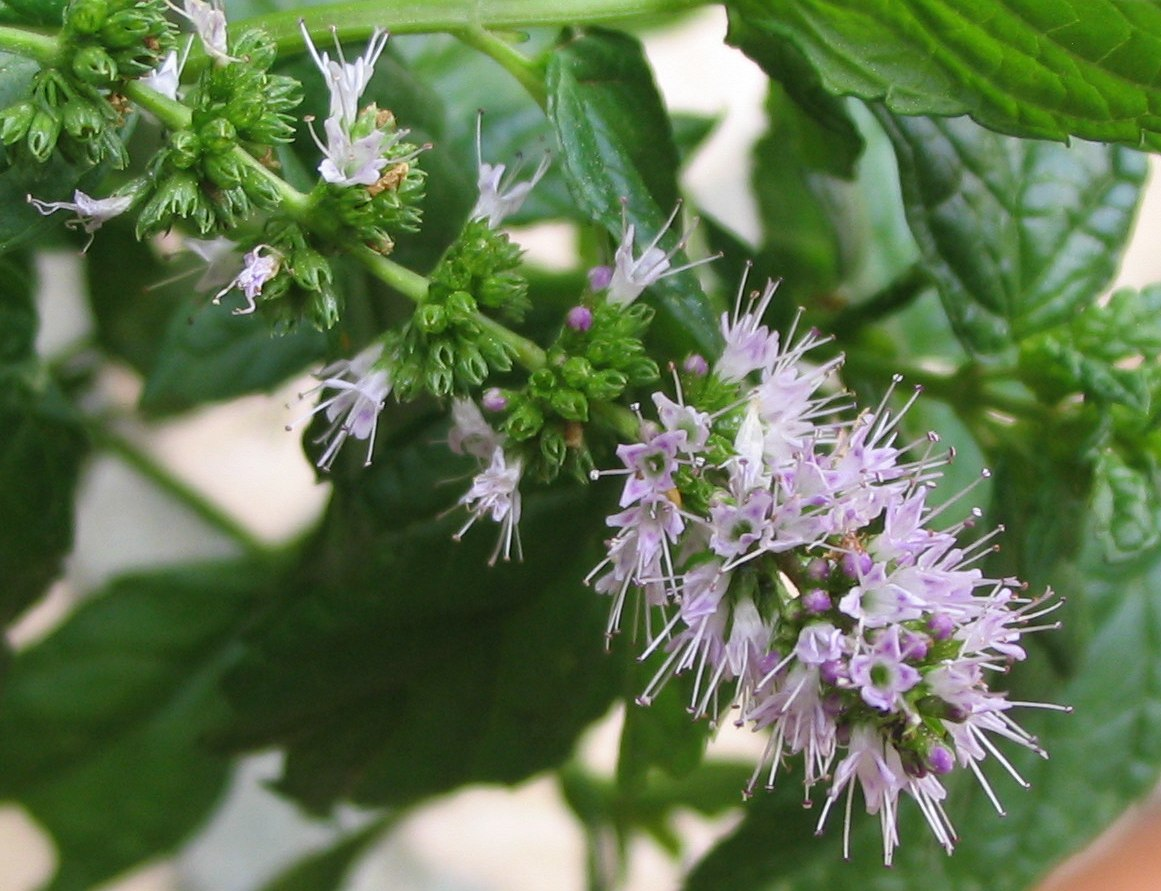
花
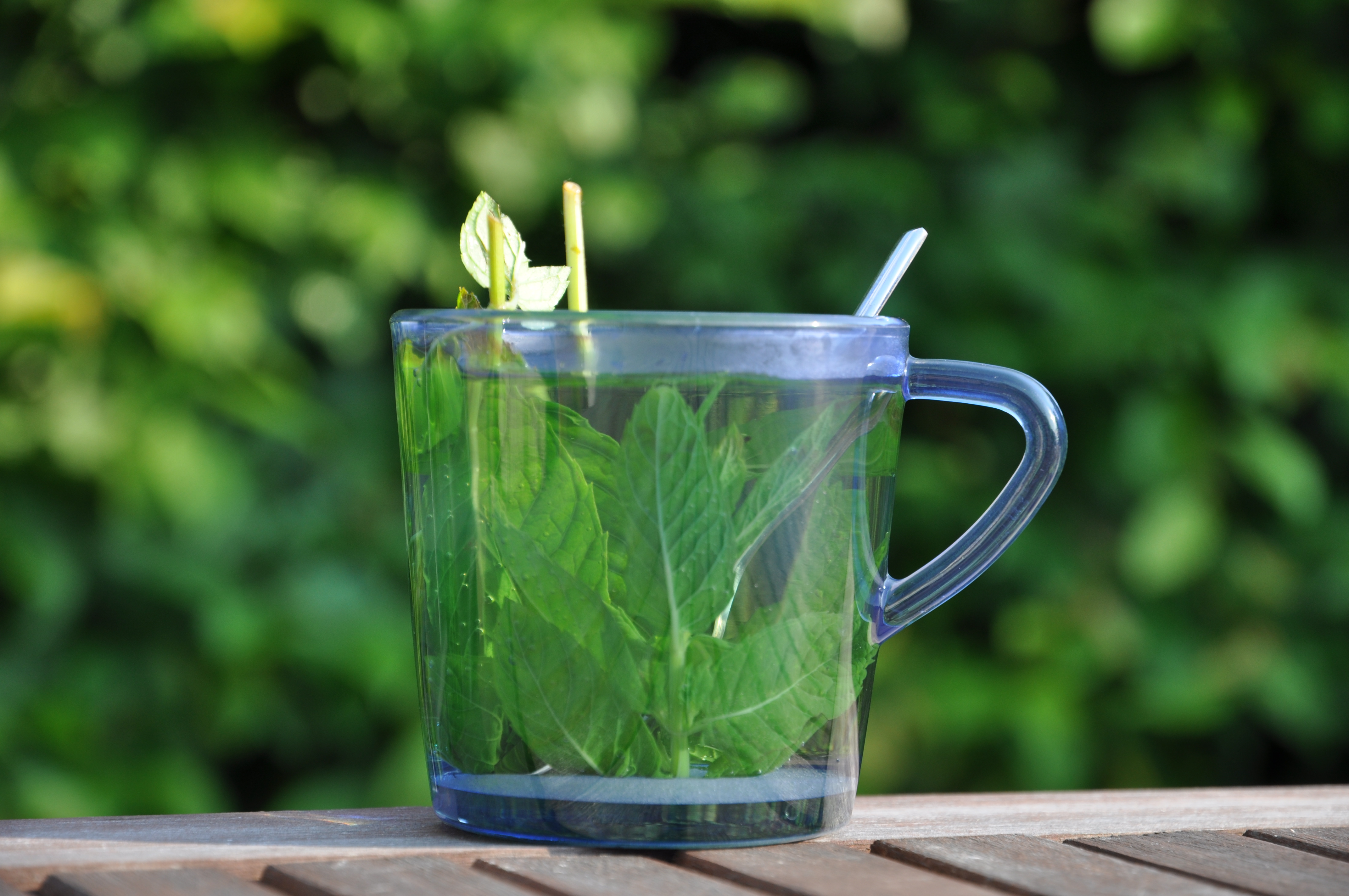
薄荷茶

## 分布
是一种原生于欧洲及亚洲西南部的薄荷品种。 中国的新疆有野生，河北、江苏、浙江、四川等省有大規模栽培。

## 作用
可添加於調味品中增加料理風味，個別或混合其他香藥草作為提神茶，印地安人也拿薄荷來驅蟲殺跳蚤。能提神解鬱、消除疲勞、鎮定安神、幫助睡眠、治感冒頭痛、疏風發汗、散熱解毒、健胃消腹脹、消炎止癢、防腐去腥、殺菌、清新空氣。餐後飲用更能幫助消化及去除體內多餘的油脂。

## 外部連結
- 留蘭香 Liulanxiang （页面存档备份，存于） 藥用植物圖像資料庫 (香港浸會大學中醫藥學院) （繁體中文）（英文）